# Mecodina barnardi
Mecodina barnardi là một loài bướm đêm trong họ Erebidae.